# Paula Cohen
Paula Cohen (São Paulo, 11 de abril de 1974) é uma atriz brasileira, vencedora do Prêmio APCA de Melhor Atriz de Televisão. Ela é conhecida por seus trabalhos nas mais variadas áreas do entretenimento, com destaque na televisão.
Nascida e criada em São Paulo, Cohen se formou em jornalismo pela Universidade de São Paulo (USP). Inicialmente aspirando a uma carreira no jornalismo, ela foi atraída para atuar após frequentar o curso de atuação da Escola de Arte Dramática, também na USP, e participar de algumas montagens teatrais. Sua estreia na televisão foi na novela Canavial de Paixões (2003), do SBT.
Obteve notoriedade por sua participação na novela I Love Paraisopólis (2015) e nas séries Eu, a Vó e a Boi (2017) e 1 Contra Todos (2020). Mas, foi na novela Nos Tempos do Imperador (2021) que Paula de fato ganhou reconhecimento e foi aclamada pela crítica por sua performance como a falida Carlota Pindaíba (Lota), a Baronesa de Fervedouro. Por esse trabalho, ela foi eleita Melhor Atriz pelo Prêmio APCA de Televisão.

## Biografia
Paula Cohen nasceu no Brasil, em São Paulo Capital, filha de imigrantes uruguaios, ela se define como "latino-americana", em relação à sua nacionalidade. A primeira língua que ela aprendeu foi o espanhol e o português foi apenas na escola. Ela se formou em jornalismo e frequentou a Escola de Arte Dramática da Universidade de São Paulo.

## Carreira
Paula se consolidou no teatro, onde participou de diversas montagens e também escreveu duas peças nas quais ela também atuou.
Em 2003 fez sua primeira participação em televisão, fazendo um pequeno papel em Canavial de Paixões no SBT. Em 2004 atuou em um episódio do seriado da TV Globo Sob Nova Direção e em 2008 esteve pela primeira vez em um elenco fixo de novela, no papel de Fatinha em Água na Boca, da Rede Bandeirantes.
Nos anos seguintes, continuou realizando participações especiais em séries de televisão, como em A Grande Família (2010), Força-Tarefa (2011), A Mulher do Prefeito (2013) e A Teia (2014).
Concomitantemente, Paula também estreou nos cinemas fazendo uma participação em Avassaladoras (2002). Também realizou pequenas participações em Cristina Quer Casar (2003), Onde Está a Felicidade? (2011) e E Aí... Comeu? (2012).
Estreou em novelas da TV Globo em 2015 interpretando Rosicler em I Love Paraisópolis. Em 2016 atua nos filmes Amor em Sampa e O Silêncio do Céu, uma coprodução entre Brasil e Uruguai. Em 2019, interpretou a venezuelana Milagros na série Eu, a Vó e a Boi, produzida e exibida pelo Globoplay.
Ainda em 2019, Cohen participou da segunda temporada de A Vida Secreta dos Casais na HBO e esteve na adaptação televisiva do filme biografico de Hebe Camargo, a minissérie Hebe no Globoplay.
Em 2021, estreou o filme Dente por Dente, onde a atriz trabalhou ao lado de Renata Sorrah, Juliano Cazarré e Paolla Oliveira. Também neste ano, Paula fez uma participação na série Dom, original da Amazon Prime Video.
Em 2021, se destacou na televisão interpretando Lota em Nos Tempos do Imperador. Na trama, ela vive uma cômica mulher que vive tentando conseguir um título nobre na sociedade e é esposa de Batista, personagem de Ernani Moraes. Inicialmente, a personagem seria interpretada pela atriz Vera Holtz, com quem Paula havia cursado a Escola de Arte Dramática da USP, entretanto teve que ser substituída por ser do grupo de risco da COVID-19. Por seu desempenho, a atriz venceu o Prêmio APCA de melhor atriz em televisão, sendo esse um dos mais importantes prêmios da televisão brasileira.

## Vida pessoal
Desde 2018, a atriz mantém um relacionamento com o ator Jiddu Pinheiro. Ela não tem filhos.

## Filmografia

### Televisão
| Ano  | Título                    | Personagem                                            | Notas                                                    |
| ---- | ------------------------- | ----------------------------------------------------- | -------------------------------------------------------- |
| 1998 | American Masters          | Ela mesma                                             | Episódio: "Hitchcock, Selznick and the End of Hollywood" |
| 2003 | Canavial de Paixões       | Lourdes                                               |                                                          |
| 2004 | Sob Nova Direção          | Glorinha                                              | Episódio: "Era Uma Vez um Sofá"                          |
| 2006 | A Diarista                | Prima do namorado de Marinete                         | Episódio: "Aquele do anel"                               |
| 2008 | Água na Boca              | Fátima Bellini (Fatinha)                              |                                                          |
| 2010 | A Grande Família          | Vanessa                                               | Episódio: "A Tempestade"                                 |
| 2011 | Força-Tarefa              | Kátia                                                 | Episódio: "17 de novembro"                               |
| 2013 | A Mulher do Prefeito      | Tamara                                                | Episódio: "4 de outubro"                                 |
| 2014 | A Teia                    | Silmara                                               | Episódios: "28 de janeiro–13 de fevereiro"               |
| 2015 | I Love Paraisópolis       | Rosicler                                              |                                                          |
| 2015 | Vizinhos                  | Úrsula                                                | Episódio: "Em Família"                                   |
| 2016 | Liberdade, Liberdade      | Feitora                                               | Episódios: "30–31 de maio"                               |
| 2017 | Prata da Casa             | Janete                                                | Episódio: "Deus e o Diabo na Terra do Suo"               |
| 2017 | Treze Dias Longe do Sol   | Tamaya                                                | Episódio: "Pais e Filhos"                                |
| 2019 | Eu, a Vó e a Boi          | Milagros                                              |                                                          |
| 2019 | Hebe                      | Silmara                                               | Episódio: "4"                                            |
| 2019 | A Vida Secreta dos Casais | Janeluce                                              | Episódios: "1", "2", "9" e "10"                          |
| 2020 | 1 Contra Todos            | Dolores                                               |                                                          |
| 2021 | Dom                       | Paloma                                                | Episódio: "Metamorfose"                                  |
| 2021 | Nos Tempos do Imperador   | Carlota Maria Pindaíba (Lota), Baronesa de Fervedouro |                                                          |
| 2022 | Sentença                  | Vanda                                                 | Episódio: "A Sentença Não Pode Ser Proferida"            |
| 2023 | Elas por Elas             | Miriam / Bernadete Oliveira                           |                                                          |

### Cinema
| Ano  | Título                                   | Personagem                           | Notas                 |
| ---- | ---------------------------------------- | ------------------------------------ | --------------------- |
| 2002 | Avassaladoras                            | Betty                                |                       |
| 2003 | Cristina Quer Casar                      | —                                    |                       |
| 2010 | O Amor Segundo B. Schianberg             | Camila                               |                       |
| 2011 | Onde Está a Felicidade?                  | Garota na festa                      | Participação especial |
| 2012 | E Aí... Comeu?                           | Mulher que Fonsinho tenta conquistar | Participação especial |
| 2012 | Nove Crônicas para um Coração aos Berros | Paula                                | Curta-metragem        |
| 2014 | Na Quebrada                              | Teresa                               |                       |
| 2016 | Amor em Sampa                            | Nilce "Nilcinha"                     |                       |
| 2016 | O Silêncio do Céu                        | Elisa                                |                       |
| 2017 | Uma Espécie de Família                   | Dra. Pernía                          |                       |
| 2019 | Divino Amor                              | Vizinha de Joana                     |                       |
| 2021 | Dente por Dente                          | Cristina                             |                       |
| 2022 | Serial Kelly                             | Fabíola                              |                       |
| 2023 | Rodeio Rock                              | Matilde                              |                       |
| 2024 | Poemaria                                 | Ela mesma                            | Documentário          |

## Prêmios e indicações
| Ano  | Associações              | Categoria    | Nomeações               | Resultado | Ref.        |
| ---- | ------------------------ | ------------ | ----------------------- | --------- | ----------- |
| 2021 | Prêmio APCA de Televisão | Melhor Atriz | Nos Tempos do Imperador | Venceu    | [ 7 ] [ 8 ] |